# タルゴヴィツァ連盟

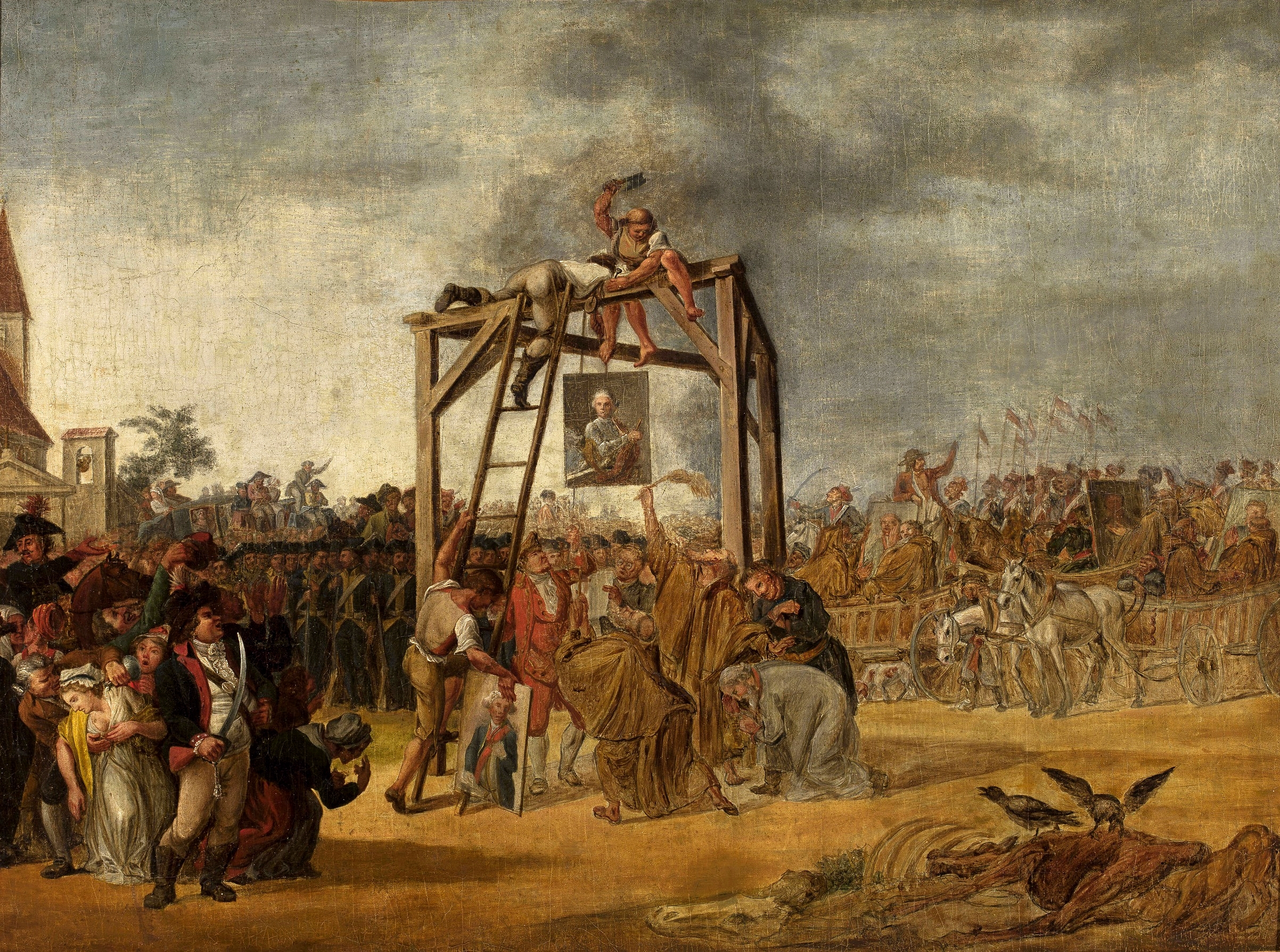
1794年のコシチュシュコ蜂起の際、「絞首」のうえ「火刑」に処せられるタルゴヴィツァ連盟の指導者たちの肖像画、ヤン・ピョトル・ノルブリン画

タルゴヴィツァ連盟（ポーランド語： Konfederacja targowicka）は、ロシア女帝エカチェリーナ2世の支持を受けたポーランド・リトアニア共和国のマグナート（大貴族）たちが、1792年4月27日にサンクトペテルブルクにおいて結成した連盟。連盟は1791年に4年議会の制定した5月3日憲法に反対しており、特に貴族の諸特権を制限する事項に反発していた。連盟の決起文書はロシア帝国の将軍ヴァシーリー・ポポフ、および陸軍元帥グリゴリー・ポチョムキン公爵によって起草された。連盟の声明は1792年5月14日、ウクライナ地方のタルゴヴィツァで出された。その4日後、ロシア軍は正式な宣戦布告をしないままポーランド・リトアニア共和国内に侵攻した。
ロシア軍と共闘するタルゴヴィツァ連盟軍は、ロシア・ポーランド戦争においてセイム（共和国議会）と国王スタニスワフ・アウグスト・ポニャトフスキを支持する共和国軍を打ち破った。結果として、国王は連盟に加入することを余儀なくされた。この勝利は第二次ポーランド分割を引き起こし、そして共和国を最終的に消滅させる、1795年の第三次ポーランド分割を準備させることになった。
連盟が立ち上がった目標の大部分が達成された。すなわち、全てが旧体制に回帰したうえ、5月3日憲法も廃止された。しかし第二次ポーランド分割による領土喪失はタルゴヴィツァ連盟に参加した者たちにとっても予想外の結果だった。この分割に怒った貴族たちは1794年、連盟とロシアに対してコシチュシュコ蜂起を起こしたが同年中に敗北し、翌年には第三次ポーランド分割によりポーランドは消滅した。
この同盟に参加した人々に付けられた「タルゴヴィチャニン（targowiczanin、タルゴヴィツァ人）」という渾名は、その後のポーランドの政治において「愚かな売国奴」を意味するネガティヴな蔑称として使われるようになり、現在でも使用されている。

## 連盟の指導者
- スタニスワフ・シュチェンスヌィ・ポトツキ…連盟の司令官（盟主）。コシチュシュコ蜂起に際して死刑を宣告されたが、逮捕されなかった。その代わり、肖像画が火刑に処せられた。エカチェリーナ2世は彼の「功績」に対し、1795年に聖アレクサンドル・ネフスキー勲章と元帥の地位をもって報いた。
- フランチシェク・クサヴェリ・ブラニツキ…コシチュシュコ蜂起に際して死刑を宣告されたが、逮捕されなかった。ロシアに亡命し、1819年にビャワ・ツェルキェフで死んだ。
- セヴェリン・ジェヴスキ…コシチュシュコ蜂起に際して死刑を宣告されたが、逮捕されなかった。
- シモン・マルチン・コッサコフスキ…コシチュシュコ蜂起中の1794年4月25日、ヴィリニュスで絞首刑に処された。
- ユゼフ・カジミェシュ・コッサコフスキ…司教。コシチュシュコ蜂起中の1794年5月9日、ヴィリニュスで絞首刑に処された。
- イグナツィ・ヤクプ・マッサルスキ…司教。コシチュシュコ蜂起中の1794年6月28日、ワルシャワで絞首刑に処された。